# 天奴
天奴，是一頭雄性亞洲象，為昔日香港荔園動物園內的「鎮園之寶」，也成為1950年代至1970年代香港人重要的集體回憶之一。

## 生平
天奴於1958年隨沈常福馬戲團由緬甸來港表演，之後再運到荔園動物園長住，一直生活在面積有數百平方呎的圍欄之內，當中有一條小壕溝分隔遊客和天奴。天奴是六、七十年代香港人的集體回憶。很多人曾隔着簡陋的圍欄接觸象鼻和喂食牠，是不少生活在城市的港人第一次接觸野生動物的經驗。在1989年2月3日中午，天奴因染急性肺炎而死，遺體之後運往將軍澳垃圾堆填區。

## 習性
天奴每天吃2餐，分量約有200斤，包括草、水果、飯等，每日大約耗費100港元飼養牠。而於全盛時期，賣水果給牠的小販，每月可賺二千至三千港元。 

## 流行文化
香港已故兒童文學家何紫曾經根據天奴的遭遇，用了日記體的模式寫了一頭離鄉別井的大象的悲慘故事。
2015年6月至9月，荔園遊樂場以短期租約形式於中環新海濱重開，當中有一集仿照天奴製作的機械大象。

## 資料來源
- 吳昊、張建浩，《香港老花鏡：生活舊貌》，皇冠出版社，ISBN 9624514232
- 何紫，《40兒童小說集》，山邊社